# 40e cérémonie des Annie Awards
La 40e cérémonie des Annie Awards, organisée par l'Association internationale du film d'animation, s'est déroulée le 2 février 2013 à Los Angeles et a récompensé les films d'animation sortis en 2012.

## Palmarès

### Productions

#### Meilleur film d'animation
- Les Mondes de Ralph (Wreck-It Ralph) – Walt Disney Animation Studios
  - Rebelle (Brave) (Brave) – Pixar Animation Studios
  - Frankenweenie – Walt Disney Pictures
  - Hôtel Transylvanie (Hotel Transylvania) – Sony Pictures Animation
  - L'Étrange Pouvoir de Norman (ParaNorman) – LAIKA/Focus Features
  - Les Cinq Légendes (Rise of the Guardians) – DreamWorks Animation
  - Les Pirates ! Bons à rien, mauvais en tout (The Pirates! In an Adventure with Scientists) – Aardman Animations/Sony Pictures Animation
  - Le Chat du rabbin – GKIDS

#### Meilleur programme spécial d'animation
- Despicable Me: Minion Mayhem - Illumination Entertainment
  - Batman: The Dark Knight Returns - 1re partie - Warner Bros. Animation
  - Beforel Orel: Trust - Starburns Industries, Inc.
  - Disney Tron : La Révolte – Beck’s Beginning - Disney TV Animation
  - Le cadeau du Furie Nocturne (Dragons: Gift of the Night Fury) - DreamWorks Animation
  - La Ligue des justiciers : Échec (Justice League: Doom) - Warner Bros. Animation

#### Meilleur court métrage d'animation
- Paperman – Walt Disney Animation Studios
  - Brad and Gary – Illumination Entertainment
  - Bydlo – Office national du film du Canada
  - Eyes on the Stars – StoryCorps
  - Goodnight Mr. Foot – Sony Pictures Animation
  - Kali the Little Vampire – Office national du film du Canada
  - Dure journée pour Maggie (The Longest Daycare) – Gracie Films, 20th Century Fox TV
  - Bill Plympton Couch Gag – Gracie Films, 20th Century Fox TV

#### Meilleure publicité animée
Non décerné.

#### Meilleur jeu vidéo animé
- Journey - thatgamecompany / Sony Computer Entertainment
  - Skullgirls - Reverge Labs
  - Borderlands 2 - Gearbox Software / 2K Games
  - Les Griffin - Back to the Mutiverse

### Récompenses individuelles

#### Meilleure animation de personnage pour un film en prises de vues réelles
- Le tigre dans L'Odyssée de Pi (Life of Pi) — Vinayak Pawar, Matt Shumway, Erik De Boer, Michael Holzl, Brian R. Wells
  - L'Orang-outan dans L'Odyssée de Pi (Life of Pi) — Amanda Dague, Aaron Grey, Erik De Boer, Matt Brown, Mary Lynn Machado
  - The Amazing Spider-Man — Roger Vizard, Mike Beaulieu, Jackie Koehler, Derek Esparza, Atsushi Sato, Richard Smith, Max Tyrie
  - Avengers — Jakub Pistecky, Scott Benza, Kiran Bhat, Stephen King, Maia Kayser

#### Meilleur design de personnage dans un film d'animation
- L'Étrange Pouvoir de Norman (ParaNorman) — Heidi Smith
  - Hôtel Transylvanie (Hotel Transylvania) — Carter Goodrich et Carlos Grangel
  - Madagascar 3 (Madagascar 3: Europe's Most Wanted) — Craig Kellman
  - Le Lorax — Eric Guillon, Yarrow Cheney, Colin Stimpson
  - Les Mondes de Ralph (Wreck-It Ralph) — Bill Schwab, Minkyu Lee, Cory Loftis, Lorelay Bove

#### Meilleure animation de personnage dans un film d'animation
- L'Étrange Pouvoir de Norman (ParaNorman) — Travis Knight
  - Rebelle (Brave) — Jaime Landes, Dan Nguyen et Travis Hathaway
  - Les Cinq Légendes (Rise of the Guardians) — Pierre Perifel, Philippe Le Brun et David Pate
  - Les Pirates ! Bons à rien, mauvais en tout (The Pirates! In an Adventure with Scientists) — Will Becher

#### Meilleur doublage de personnage dans un film d'animation
- Alan Tudyk pour la voix de King Candy dans Les Mondes de Ralph (Wreck-It Ralph)
  - Kelly Macdonald pour la voix de Merida dans Rebelle (Brave)
  - Jude Law pour la voix de Pitch dans Les Cinq Légendes (Rise of the Guardians)
  - Imelda Staunton pour la voix de la Reine Victoria dans Les Pirates ! Bons à rien, mauvais en tout (The Pirates! In an Adventure with Scientists)
  - Jim Cummings pour la voix de Budzo dans Zambezia
  - Atticus Shaffer pour la voix de E Gore dans Frankenweenie
  - Adam Sandler pour la voix de Dracula dans Hôtel Transylvanie (Hotel Transylvania)
  - Catherine O'Hara pour la voix de la fille bizarre dans Frankenweenie

#### Meilleur montage dans un film d'animation
- Rebelle (Brave) — David Suther, Robert Grahamjones, Nicholas C. Smith
  - Les Mondes de Ralph (Wreck-It Ralph) — Tim Mertens
  - Clochette et le Secret des fées — Mark W. Rosenbaum
  - Les Cinq Légendes (Rise of the Guardians) — Joyce Arrastia
  - Hôtel Transylvanie (Hotel Transylvania) — Catherine Apple

#### Meilleurstoryboarddans un film d'animation
- Les Cinq Légendes (Rise of the Guardians) — Johane Matte
  - Les Mondes de Ralph (Wreck-It Ralph) — Lissa Treiman
  - Madagascar 3 (Madagascar 3: Europe's Most Wanted) — Robert Koo
  - L'Étrange Pouvoir de Norman (ParaNorman) — Emanuela Cozzi
  - Les Mondes de Ralph (Wreck-It Ralph) — Leonardo Matsuda

#### Meilleure réalisation d'un film d'animation au cinéma
- Rich Moore — Les Mondes de Ralph (Wreck-It Ralph)
  - L'Étrange Pouvoir de Norman (ParaNorman) — Chris Butler et Sam Fell
  - Zarafa — Jean-Christophe Lie et Rémi Bezançon
  - Le chat du rabbin — Antoine Delesvaux et Joann Sfar
  - Hôtel Transylvanie (Hotel Transylvania) — Genndy Tartakovsky

#### Meilleure musique pour le cinéma
- Les Mondes de Ralph (Wreck-It Ralph) — Matthew Thiessen, Yasushi Akimoto, Jamie Houston, Skrillex, Henry Jackman, Adam Young
  - Clochette et le Secret des fées (Secret of the Wings) — Valerie Vigoda, Brenden Milburn, Joel McNeely
  - L'Âge de glace 4 (Ice Age: Continental Drift) — Ester Dean, Adam Schlesinger, John Powell
  - Hôtel Transylvanie (Hotel Transylvania) — Mark Mothersbaugh
  - Zambezia — Bruce Retief
  - Le Lorax (Dr. Seuss' The Lorax) — Cinco Paul, John Powell
  - Rebelle (Brave) — Mumford & Sons, Mark Andrews, Patrick Doyle et Alex Mandel
  - Les Cinq Légendes (Rise of the Guardians) — Alexandre Desplat

#### Meilleurproduction designpour un film d'animation
- Rebelle (Brave) — Steve Pilcher
  - Frankenweenie — Rick Heinrichs
  - Les Cinq Légendes (Rise of the Guardians) — Woon Jung, Stan Seo, Perry Maple, Felix Yoon, Max Boas, Jayee Borcar, Patrick Marc Hanenberger, Peter Maynez
  - Hôtel Transylvanie (Hotel Transylvania) — Marcelo Vignali
  - Madagascar 3 (Madagascar 3: Europe's Most Wanted) — Lindsey Olivares, Kendal Cronkhite, Shannon Jeffries, Kenard Pak
  - Les Pirates ! Bons à rien, mauvais en tout (The Pirates! In an Adventure with Scientists) — Norman Garwood, Matt Perry
  - L'Étrange Pouvoir de Norman (ParaNorman) — Trevor Dalmer, Nelson Lowry, Ean McNamara, Pete Oswald, Ross Stewart
  - L'Âge de glace 4 (Ice Age: Continental Drift) — Nash Dunnigan, Kyle Macnaughton, Jon Townley, Arden Chan

#### Meilleur scénario pour le cinéma
- Les Mondes de Ralph (Wreck-It Ralph) — Phil Johnston et Jennifer Lee
  - L'Étrange Pouvoir de Norman (ParaNorman) — Chris Butler
  - Rebelle (Brave) — Steve Purcell, Brenda Chapman, Irene Mecchi et Mark Andrews
  - La Colline aux coquelicots — Karey Kirkpatrick, Keiko Niwa et Hayao Miyazaki
  - Frankenweenie — John August et Tim Burton
  - Les Pirates ! Bons à rien, mauvais en tout (The Pirates! In an Adventure with Scientists) — Gideon Defoe

#### Meilleurs effets animés dans un film en prises de vues réelles
- Avengers (Marvel's The Avengers) — John Sigurdson, Mark Chataway, Jerome Platteaux, Raul Essig, Ryan Hopkins
  - John Carter — Artemis Oikonomopoulou, Holger Voss, Simon Stanley-Clamp, Nikki Makar, Catherine Elvidge, Sue Rowe
  - The Amazing Spider-Man — Stephen Marshall, Dustin Wicke, Joseph Pepper
  - Battleship — Florian Witzel, Willi Geiger, Rick Hankins, Aron Bonar, Florent Andorra

#### Meilleurs effets animés dans un film d'animation
- Les Cinq Légendes (Rise of the Guardians) — Andy Hayes, Carl Hooper, David Lipton
  - L'Âge de glace 4 (Ice Age: Continental Drift) — Andrew Schneider
  - Madagascar 3 (Madagascar 3: Europe's Most Wanted) — Ji Hyun Yoon
  - Les Mondes de Ralph (Wreck-It Ralph) — Brett Albert
  - Rebelle (Brave) — Keith Daniel Klohn, Michael O'Brien, Chris Chapman, Dave Hale, Bill Watral
  - Star Wars: The Clone Wars — Joel Aron
  - L'Étrange Pouvoir de Norman (ParaNorman) — Joe Gorski, Andrew Nawrot, Grant Laker

#### Meilleur film d'étudiant
- Head Over Heels — Timothy Reckart
  - Origin — Jessica Poon
  - The Ballad of Poisonberry Pete — Adam Campbell, Elizabeth McMahill, Uri Lotan
  - I Am Tom Moody — Ainslie Henderson
  - Ladies Knight — Joe Rothenberg
  - Tule Lake — Michelle Ikemoto
  - Can We Be Happy Now — Tahnee Gehm
  - Defective Detective — Stevie Lewis, Avner Geller

### Récompenses spéciales

#### Winsor McCay Award
- Oscar Grillo, Terry Gilliam et Mark Henn

#### June Foray Award
- Howard Green

#### Ub Iwerks Award
- Toon Boom Animation Pipeline